# Rjazjsk
Rjazjsk (ryska: Ряжск) är en stad i Rjazan oblast i Ryssland. Den hade 21 666 invånare år 2015.